# 掘奔龍屬
掘奔龍屬（學名：Oryctodromeus）意為「挖掘的奔跑者」，是鳥臀目的一屬，化石發現於蒙大拿州東南部的Blackleaf組地層、蒙大拿州東南部的Wayan組地層，地質年代為白堊紀晚期（森諾曼階），約9,500萬年前。掘奔龍是種行動敏捷的小型恐龍，也是第一個發現有穴居生活證據的恐龍。

## 概述
掘奔龍的正模標本（編號MOR 1636a）發現於Blackleaf組地層，是一個成年個體的部份骨骼，包含以下部分：前上頜骨、部分腦殼、3節頸椎、6節背椎、7節薦椎、23節尾椎、肋骨、肩帶、前肢（缺乏手掌）、兩個脛骨、一個不完整的腓骨、一個蹠骨。除此之外，還發現兩個幼年個體的標本（編號MOR 1636b），體型大約是正模標本的55%到65%之間。掘奔龍的尾巴缺乏骨化肌腱，與大部分鳥腳類恐龍不同，但這特徵卻適合牠們的穴居生活。掘奔龍的頜部、前肢、骨盆、尾巴有許多特化特徵，有助於牠們挖築洞穴、在洞穴中生活。
近年在蒙大拿州的Wayan組地層，發現數個部分身體骨骼。掘奔龍最初被認為尾巴缺乏骨化肌腱。但根據這些蒙大拿州化石，證實掘奔龍的背部、薦骨、尾巴具有厚的骨化肌腱。研究人員認為，這代表有骨化肌腱的恐龍，其相關部位的動作可能相當靈活，不同於過去的理論。
研究人員指出，與鼴鼠、針鼴、袋熊等善於挖掘的穴居動物相比，掘奔龍的前肢挖掘洞穴能力較差。相反地，掘奔龍的四肢使牠們既可快速奔跑，又具初步的挖掘能力，如同今日的土狼、豚鼠、鬣狗、以及兔子。由於掘奔龍是二足恐龍，前肢的挖掘能力，並不影響後肢的奔跑能力。
研究人員同時提出親緣分支分類法研究，發現掘奔龍位於真鳥腳類的基底位置，並是奔山龍與西風龍的近親，這三個屬都生存於白堊紀晚期的蒙大拿州。奔山龍與西風龍也具有可能適合穴居生活的特徵，例如寬廣的口鼻部。此外，奔山龍的標本也發現於類似的地層狀態，顯示牠們也有可能是穴居動物。早在1998年，羅伯特·巴克（Robert Bakker）便提出德林克龍可能是穴居恐龍，德林克龍生存於侏羅紀晚期的懷俄明州，同樣屬於稜齒龍類。

## 穴居證據
掘奔龍的三個標本被發現於掩埋在地裡的洞穴。這三個標本聚集在洞穴中、關節脫落，顯示牠們是死在這個洞穴中。洞穴的內部充滿砂，因此現在形成內部為砂岩，外部包覆者泥岩、黏土岩的狀態。
這個洞穴長約2公尺，寬70公分，有兩個彎道，洞穴的大小與寬度符合成年掘奔龍的體型。另外，研究人員發現洞穴連接者數個小型的圓柱狀砂岩，直徑只有數公分寬，可能是由共生的小型穴居動物挖掘而成。

## 古生物學
如同其他帕克氏龙科恐龍，掘奔龍是種小型、行動敏捷的植食性恐龍。研究人員根據其挖掘洞穴與善於奔跑的特性，將模式種命名為洞穴掘奔龍（O. cubicularis）。成年掘奔龍的身長可達2.1公尺，重量達22到32公斤；幼年掘奔龍的身長約1.3公尺。由於同時發現成年與幼年的化石，科學家認為掘奔龍可能具有親代養育現象，或是成年掘奔龍會挖掘洞穴以養育幼年個體。從幼年掘奔龍的體型，顯示牠們有長時期的親代養育階段。

## 外部連結
- （英文）科學家在蒙大拿州發現會挖築洞穴的小型恐龍 - BBC （页面存档备份，存于）
- （意大利文） 穴居恐龍 - 掘奔龍 (附模式標本的骨位置圖) （页面存档备份，存于）
- （英文）新發現的穴居恐龍 - The Cambrian Explosion blog （页面存档备份，存于）
- （中文）美國發現穴居恐龍化石 (附洞穴的復原圖)[]